# Jeon Min-gwang
Đây là một tên người Triều Tiên, họ là Jeon.
Jeon Min-gwang (tiếng Hàn: 전민광; sinh ngày 17 tháng 1 năm 1993) là một cầu thủ bóng đá Hàn Quốc thi đấu ở vị trí tiền vệ cho Seoul E-Land.

## Sự nghiệp
Jeon Min-gwang được lựa chọn bởi Seoul E-Land ở đợt tuyển quân K League 2015.